# Довгалюк Оксана Іванівна
Оксана Іванівна Довгалюк (нар. 13 серпня 1971, Київ) — українська баскетбольна тренерка, колишня баскетболістка.

## Життєпис
Виступала за команду «Динамо» (Київ, 1988—1996). Брала участь, зокрема, у розіграші першости Європи (1995), жіночому турнірі на літніх Олімпійських іграх 1996 року.
Від 1996 року — в Ізраїлі, де нині працює тренером.

## Досягнення
- Переможниця першости Європи 1995
- Чемпіонка СРСР 1991